# Сефтон (гора)
Сефтон (маор. Maukatua; англ. Mount Sefton) — гора у гірському хребті Ароарокаеге, який є частиною Південних Альп, що на Південному острові у Новій Зеландії. Розташована на кордоні округів Вестленд (регіон Вест-Кост) та Маккензі (регіон Кентербері), всього за 12 км на південь від найвищої вершини країни, гори Кука.

## Географія

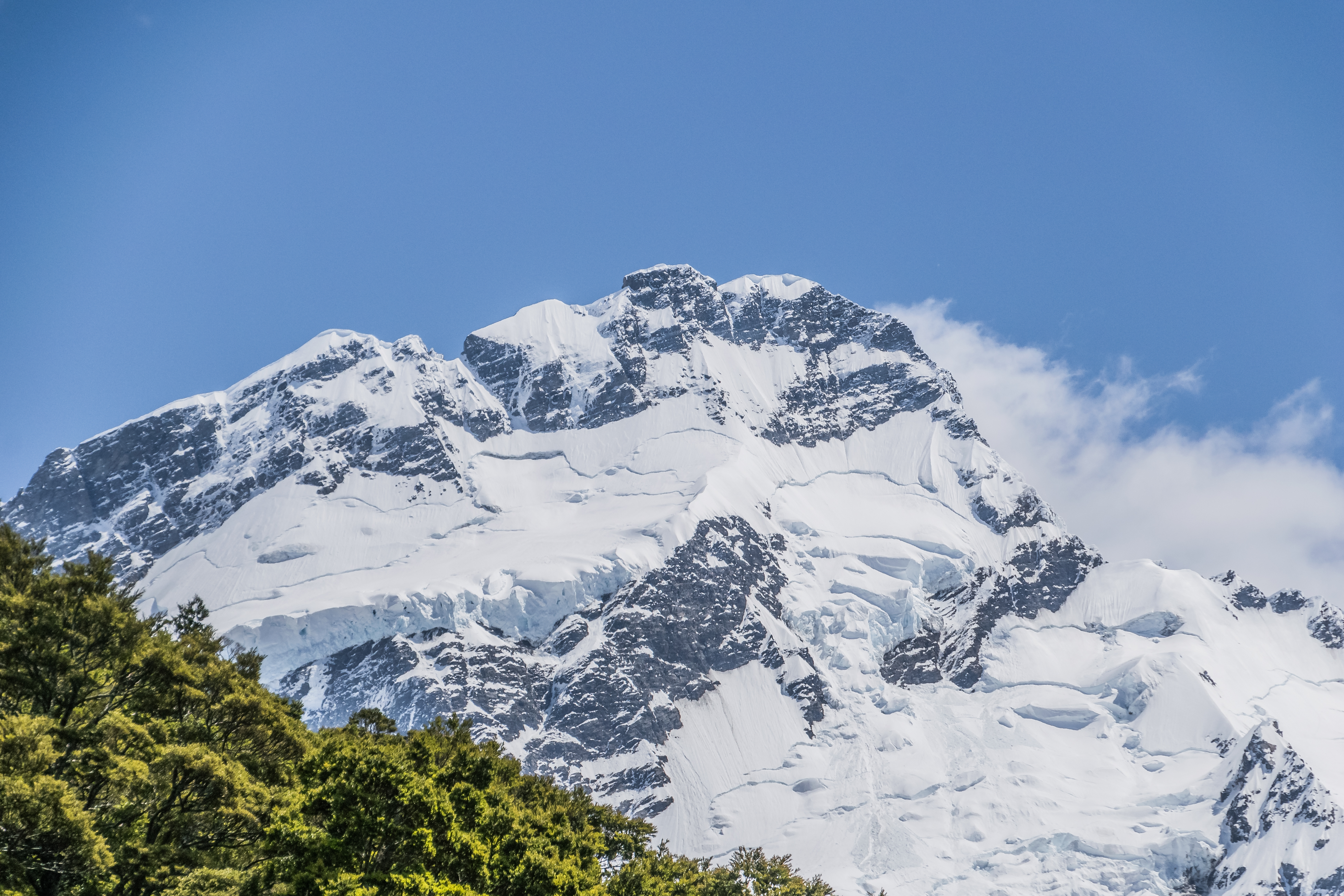
Вершина гори Сефтон

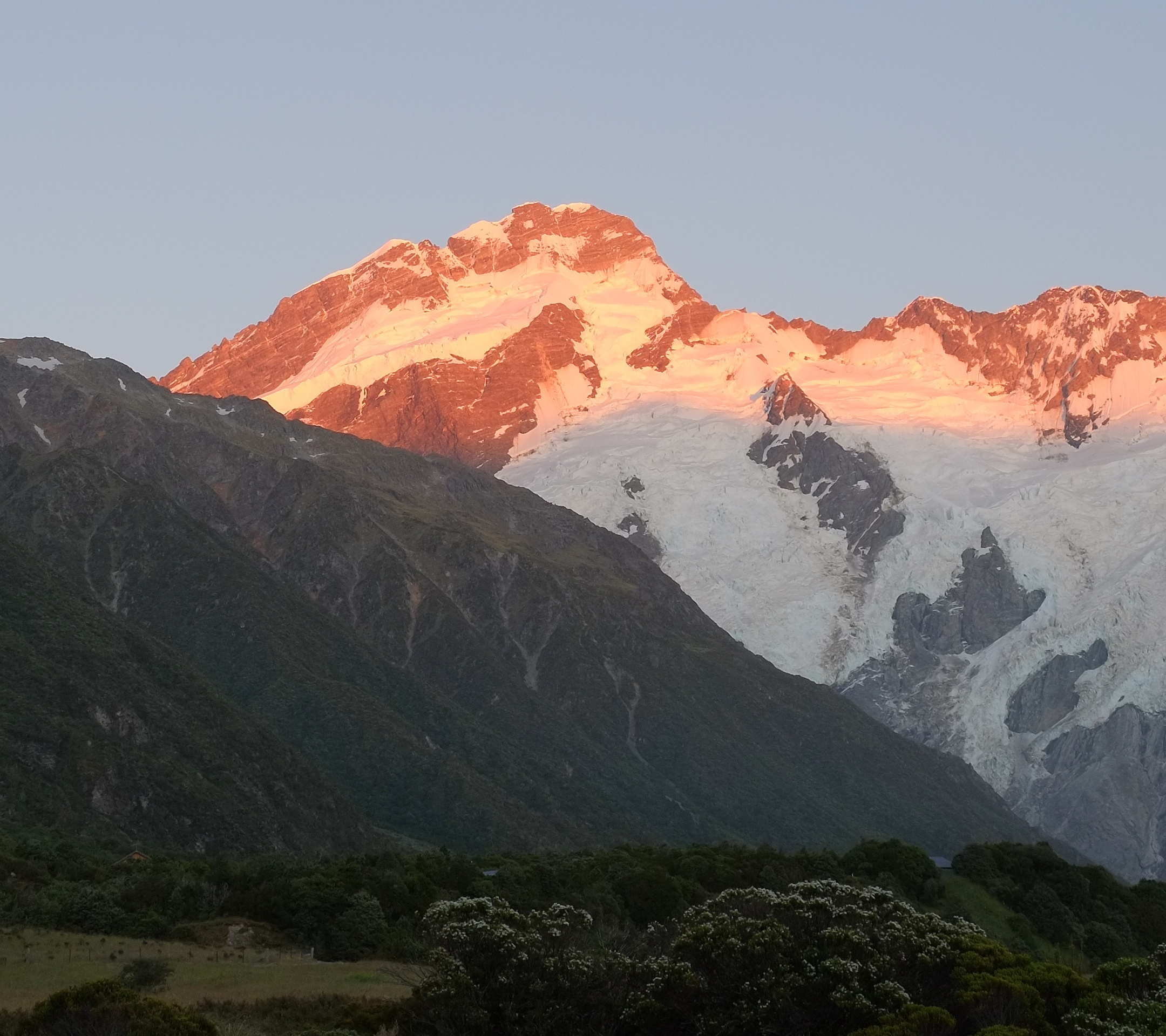
Гора Сефтон

На півдні від гори Сефтон розташована гора Бруннер, а на півночі Футстул, обидві більше як на 400 метрів нижчі і належать до гірського хребта Ароарокаеге. Гору видно з села Маунт-Кук в долині Гукер, з льодовика Тукетт, що стікає з південно-східної сторони гори і з льодовика Мюллера, в долині під нею.
Абсолютна висота вершини 3151 метр над рівнем моря. Це четверта за висотою незалежна вершина Південних Альп (після гір Кука, 3724 м; Тасман, 3497 м та Мальте-Брун, 3199 м), Південного острова та Нової Зеландії та 13-та за абсолютною висотою гора серед всіх відомих вершин Південних Альпах. Відносна висота гори — 1063 м. За цим показником — це 16-та вершина серед гір Нової Зеландії. Найнижче ключове сідло вершини, по якому вимірюється її відносна висота, має висоту 2088 м над рівнем моря і розташоване за 6,4 км на північний схід (43°38′37″ пд. ш. 170°5′59″ сх. д. / 43.64361° пд. ш. 170.09972° сх. д.). Топографічна ізоляція вершини відносно найближчої вищої вершини Низький пік (пік Гори Кука, 3593 м), яка є граничною точкою ізоляції (ILP) і розташована на північному сході, становить 10,91 км. А до головної (найвищої) вершини цього масиву, гори Кука (3724 м) відстань становить 12,7 км.
Річка Дуглас (раніше відома як річка Твен) починається на південних схилах гори, за п'ять кілометрів від її вершини.
Один з перших жителів тих районів, Чарльз Френч Пембертон, назвав цю місцевість, в той час як геолог Юліус фон Гааст назвав гору в честь Вільяма Сефтона Мургауза, другого суперінтенданта провінції Кентербері. Назва гори на мові маорі — Маукатуа, що перекладається як «гора богів».

## Підкорення
Американський альпініст Едвард Фіцджеральд, під керівництвом відомого європейського гіда та альпініста швейцарця Матіаса Зурбріґґена, здійснили перший офіційно засвідчений підйом на вершину, незабаром після Різдва 1894 року.

## Національний парк Аоракі / Маунт-Кук
Гора Сефтон розташована в національному парку Аоракі / Маунт-Кук, на кордоні регіонів Вест-Кост та Кентербері, який був створений в 1953 році, і разом із Національним парком Вестленд Тай-Путіні, Національним парком Маунт-Аспайрінг та Національним парком Фіордланд є одним із об'єктів Світової спадщини ЮНЕСКО .